# ドミニク・トレット
ドミニク・トレット（Dominic Toretto）は、ワイルド・スピードシリーズの主人公。演じる俳優はヴィン・ディーゼル。青年期はヴィニー・ベネット。幼少期はヴィンセント・シンクレア。

## 人物
『ワイルド・スピード』、『ワイルド・スピードX3 TOKYO DRIFT』、『ワイルド・スピード MAX』、『ワイルド・スピード MEGA MAX』、『ワイルド・スピード EURO MISSION』、『ワイルド・スピード SKY MISSION』、『ワイルド・スピード ICE BREAK』、『ワイルド・スピード/ジェットブレイク』、『ワイルド・スピード/ファイヤーブースト』（それぞれ以下「第〇作目」と表記）の作品に登場。
ゼロヨンレースのカリスマ的存在。第1作目においてはレーサーだった父であるジャック・トレットが遺した1970年式ダッジ・チャージャーをいつもガレージに入れ、少しずつ整備していつか走らせる夢を持っていた。同作の終盤で走らせトラン一味のバイクを追い、１人に体当たりを仕掛け転倒させる。その後、ブライアンの搭乗する1994年式トヨタ・スープラとのゼロヨンバトルの末にセミトレーラーと衝突して横転してしまうが、その後修理したようで第4・5・7・9・10作目でも登場している。
家族や恋人のレティ（第7作目以後は妻）を人一倍大切にしており、妹のミアや、ブライアンの息子ジャックのことも大切にしている。第8作目では従兄弟のフェルナンドや血の繋がった息子のブライアン（通称リトル・B）が登場、彼のためにレースを行う。第9作目では弟のジェイコブと敵対するも終盤で和解し第10作目では協力する。
第1作目の序盤では1993年式マツダ・RX-7に乗っていた。以降はダッジ・チャージャーのB-bodyが愛車となっているが、それ以外にもシボレー・シェベル、プリムス・GTX等の車種にも場合に応じて搭乗する。